# Plectris squamiger
Plectris squamiger är en skalbaggsart som beskrevs av Frey 1967. Plectris squamiger ingår i släktet Plectris och familjen Melolonthidae. Inga underarter finns listade i Catalogue of Life.